# Sokółki (gmina)
Sokółki – dawna gmina wiejska istniejąca w latach 1945–1954 i 1973–1976 w woj. białostockim, a następnie w woj. suwalskim (dzisiejsze woj. warmińsko-mazurskie). Siedzibą władz gminy były Sokółki.
Gmina Sokółki powstała po II wojnie światowej na terenie tzw. Ziem Odzyskanych (tzw. IV okręg administracyjny – Mazurski). 25 września 1945 roku gmina – jako jednostka administracyjna powiatu oleckiego – została powierzona administracji wojewody białostockiego, po czym z dniem 28 czerwca 1946 roku weszła w skład woj. białostockiego. Według stanu z 1 lipca 1952 roku gmina była podzielona na 17 gromad: Barany, Cicha Wólka, Czukty, Golubie Wężewskie, Jabłonowo, Kiliany, Łęgowo, Olszewo, Sokółki, Stacze, Stożne, Szarejki, Szeszki, Szwałk, Wężewo, Zawady Oleckie i Żydy. Gmina została zniesiona 29 września 1954 roku wraz z reformą wprowadzającą gromady w miejsce gmin. 21 września 1953 roku z gminy Sokółki wyłączono gromady Szarejki i Szeszki i włączono je do gminy Mieruniszki.
Jednostkę reaktywowano 1 stycznia 1973 roku w tymże powiecie i województwie. 1 czerwca 1975 roku gmina weszła w skład nowo utworzonego woj. suwalskiego. 
1 lipca 1976 roku gmina została zniesiona, a jej tereny przyłączone do gmin:
- Kowale Oleckie (obszary sołectw: Cicha Wólka, Czukty, Golubie Wężewskie, Jabłonowo, Kiliany, Kilianki, Sokółki, Stacze, Szwałk, Wężewo, Zawady Oleckie i Żydy),
- Świętajno (obszary sołectw: Barany, Borki, Cichy, Dybowo, Gryzy, Jurki, Mazury i Rogojny).